# 龙潭镇 (桃源县)
龙潭镇，是中华人民共和国湖南省常德市桃源县下辖的一个乡镇级行政单位。

## 行政区划
龙潭镇下辖以下地区：
龙中社区、龙潭社区、丁家坊村、杜家坊村、枣儿垭村、仙花山村、落家坪村、黄伞坡村、同观山村、梨树垭村、鄢家溪村、小伏溪村、梁皇殿村、翠峰村和东风村。